# Андрій Колбін
Андрій Валерійович Колбін ( англ. Andriy Valeriyovych Kolbin) музикант, співак, підприємець, волонтер, майстер спорту з важкої атлетики з Запоріжжя, Україна. Вокаліст рок-гурту Kolbin's Cossacks з 2022 року.

## Біографія
У 7 років зарахований в середню школу № 28 у м. Запоріжжя зі спеціалізованим фізико-математичним нахилом. Згодом перейшов до загальноосвітньої школи № 74 міста Запоріжжя. Вивчав музику у Запорізькому фаховому музичному коледжі імені П. І. Майбороди за класом скрипки.
У 1992 році вступив до лав Запорізького Національного Університету на факультет фізичного виховання. Отримав звання «майстер спорту з важкої атлетики» У 1997 році отримав диплом за фахом «Фізичне виховання»

## Сім'я
- Тато, Валерій Колбін

- Мати, Світлана Колбіна

- Сестра, Іветта Валеріївна Лихасенко, закінчила Запорізький Медичний Державний Університет. Кандидат медичних наук, доцент кафедри Запорізького державного медико-фармацевтичного університету.

## Підприємницька діяльність
Підприємницьку діяльність розпочав у 2000 році у сфері фармації. Організував декілька аптечних мереж, якими керує і зараз. Є власником аптечного бренду «Жива вода». Керує діяльністю аптечних мереж «Благодать», «Здрава», «Оптимальна аптека» у трьох великих містах України — Запоріжжі, Києві та Львові. 23 грудня 2010 року заснував Запорізький обласний благодійний фонд «ДОПОМОЖИ ДИТИНІ». Входить до бізнес-союзу запорізьких бізнесменів «Порада».

## Музична кар'єра
По закінченню музичної школи на деякий час залишив музичну кар'єру, але у грудні 2010 року, разом з музикантом, оранжувальником та звукорежисером Максимом Наконєчним створив Студію Звукозапису «Emely».

### 2013
На базі студії був створений перший гурт «Залізний мандраж». Гурт дебютував в 2013 році у музичній програмі Запорізького Державного телебачення з російськомовними сінглами «Купаться» та «Друг».
Після цього Андрій Колбін розпочав сольну кар'єру, продовжуючи співпрацювати з Максимом Наконєчним, та розвивати вокальні дані під керівництвом провідних запорізьких вчителів вокалу.

### 2018
9 січня 2018 року створений ютуб-канал «Андрій Колбін». Першою композицією, завантаженою на канал стала пісня Ірини Білик з альбому «Любовь. Яд» — «О любви». Далі на студії «Emely» були записані кавери «Карточный домик» (cover Ірина Отієва), «Просто так» (Cover Сергей Трофимов), «Что будет, то будет», що стало початком відходу від року у бік більш ліричної творчості та поп-музики.

### 2020
Першими україномовними композиціями стали кавер-хіт «Чорнобривці» Миколи Сингаївського, та «Пісня про рушник» з музичного художнього фільму «Літа молодії», кліпи на які були створені у 2020 році.

### 2021
Першим власним сінглом стала композиція «Через край» у 2021 році. Далі вийшли «Черный город», « Я не твой», «Вперед за мечтой», «Ти моє все», "Берегите родителей, «Неповторимая», «Ми різні», «Будем вместе», «Все ОК», «Ты мой ангел». 21 серпня 2021 року відбувся перший публічний виступ співака з презентацією своїх пісень під назвою «Кантрі-концерт Андрія Колбіна». Після цього написані композиції «Ту одну», «Не жалкуй», «Моя музыка», «Любовь без правил».

### 2022
З початку повномасштабного вторгнення виконавець повністю змінив репертуар на україномовний. Його творчість тепер відображає трагічні події повномасштабної агресії. В 2022 році з'являються треки «Моя Україна», «Після війни», «Закінчилась війна», кавер на «Червону калину», «Україна живи», «Моя рідна земля», «Ми переможемо», «Давай врятуєм цей світ любов'ю». Останнім хітом 2022 року став трек «Полум'я і лід».

### 2023
У 2023 році виходять пісні «Пан Президент», «Намалюй мені ніч», «Очі дівочі», «Клята війна», «Власний хіт», "Водограй, «Бродяга любов», «Не дамо», «Керуй мрією», які співак поєднав у альбом «Переможний». У грудні співак випустив альбом «Різдвяний», в який увійшли 7 відомих українських композицій, кавери та власні хіти. («Все одно», «Щедрик», «Сипле сніг», «Дзвоники дзвенять», «Добрий вечір», «Тиха ніч», «Новорічна»)

### 2024
У січні 2024 року став переможцем Запорізького обласного культурно-мистецького конкурсу «Пісні перемоги». Випустив трек «Світла нема», «Барабанщик дощ», «Я щасливий», «Мелодія спокус».

## Волонтерство
У творчому житті притримується позиції: «Творчість під час війни може бути дуже корисною!»

З 2022 року співпрацює з запорізькими фондами «Об'єднані турботою» та «Паляниця».
Проводить музичні квартирники та виступи, збираючи донати на потреби воїнів ЗСУ в Запорізькій області та на потреби людей, які постраждали від дії армії агрессора. Дані з особистої сторінки Телеграм свідчать про збір майже 400 тисяч гривень на потреби армії за два роки. Його фармацевтична компанія адресно допомогає військовим частинам на запорізькому напрямку медикаментами та товарами медичного призначення.

## Особисте життя
Не одружений

Донька Колбіна Валерія Андріївна

Син Колбін Василь Андрійович

## Альбоми
- Україна моя 2022 р.
- Переможний 2022 р.
- Різдвяний 2023 р.